# 이충구 (기업가)
이충구(李忠九 Chung Goo Lee, 1945년 충청북도 영동군 출생~ )은 대한민국 자동차공학자, 현대자동차 前 사장이다.
현재는 베어링생산기업 연합시스템에 경영고문로 합류했다. 

## 학력
- 1967 서울대학교 공과대학 공업교육과(자동차공학 전공)
- 2001 서울대학교 경영대학원 최고경영자과정 수료

## 주요경력
- 1969 ~ 1993 현대자동차 기술개발부
- 1993 ~ 1999 현대자동차 연구개발본부장, 부사장
- 1999 ~ 2002 현대자동차 통합연구개발본부장, 사장
- 2001 ~ 2003 대한민국 국가과학기술위원회 위원
- 2012 ~ 2016 서울대학교 차세대융합기술원 지능형자동차플랫폼센터장
- 2014 ~ 2023 한국자동차공학한림원 회장
- 2023 ~ 현재 (주)연합시스템 경영고문

## 생애 및 업적
대한민국 자동차산업을 세계적 수준으로 끌어올리는 데 결정적 기여
1945년 충청북도 영동에서 태어났으며, 대학에서부터 자동차와 인연을 맺기 시작했다. 서울대학교 공대에서 자동차공학을 배웠고 졸업 후 군대에서는 수송병과의 정비담당 장교로 근무했으며, 뒤이어 1969년 ROTC 공채 1기로 현대자동차에 입사했다. 따라서, 한국에서 자동차 기술개발을 시작할 때 초기 핵심 멤버로 참여하게 되었다. 이때부터 그는 온갖 어려움 속에 40년 동안 자동차 기술개발에 정진하며 수많은 자동차를 설계하고 제작하는 성과를 거두었다.

### 한국 최초 고유모델 승용차현대 포니(Pony)의 개발
1974년. 프로젝트 기술팀의 일원으로, 설계와 스타일링, 프로토타입 제작을 맡은 이탈디자인(Ital Design)이 있는 이탈리아로 건너갔다. 그곳에서 10개월 동안 선진 기술에 대한 학습을 받았다. 국내로 돌아와서는 외국 전문가들의 도움 속에 실제 생산기술 확보에 참여했고 그가 이탈리아에서 기록한 일명 ‘이대리 노트’는 기술 지침서로 아주 요긴하게 참조되었다. 1976년 현대 포니가 인기리에 생산되는 가운데 국민차로 등극했고, 한국은 세계 9번째 고유모델 자동차 생산국이 되었다.

### 소형차를 개선하는 X카 프로젝트와 중형차를 개발하는 Y카 프로젝트
1978년부터 현대자동차에서는 승용차 기술을 증진하고 그 국산화를 확대해 나가는 추격형 기술개발사업(개발프로세스의 압축 학습과 R&D체계의 구축)이 본격적으로 벌어졌고 그 중심에 설계 책임자 이충구가 있었다. 이 과정을 통해 마북리(마북동)연구소 설립(1981)을 필두로 자동차의 핵심 기술에 대한 자립이 본격적으로 모색되었고, 그에 동반하여 부품업체들의 설립도 활발히 이루어졌다. 이 프로젝트의 결과로 한국에서 주도해서 개발한 전륜구동방식의 소형차 '포니엑셀'과 중형차 '스텔라'가 동시에 출시되었고 이중 스텔라는 88올림픽 공식 행사차로 지정었다.
연구소 소장인 그의 관할하에 한국 최초로 1991년에 소형용 현대 알파엔진, 1995년에는 중형용 현대 베타엔진이 개발되었다. 선진국들이 기술이전을 기피하는 최신형 전자제어분사식 엔진 개발에 나섰으며, 이를 발전시켜 세계 자동차업체들의 경쟁이 가장 치열한 중형용 엔진도 새롭게 개발했다. 미국으로 본격적인 승용차 수출을 염두에 두고 있었기에 성능, 연비, 소음, 내구성, 경량화, 배기가스 등 다양한 조건을 두루 만족시켜야 했다. 이에, 고유모델에 현대 알파엔진을 탑재한 현대 엑센트, 독자 새시 플랫폼 기술과 현대 베타엔진을 장착한 현대 아반떼가 출시했고, 자동차 기술독립을 실질적으로 이뤘다.

### 현대자동차수출 증진
그의 주도로 현대자동차에서는 40년 사이에 무려 34종의 승용차 및 다수의 상용차가 개발되었다. 차종이 소형에서 대형으로 다양화되었을 뿐만 아니라 기술적으로도 모방을 넘어 자립의 단계로 올라섰다. 이 중에서도 포니(1976), 스텔라(1983), 현대 엑셀(1985), 현대 쏘나타(1985), 현대 그랜저(1986), 엑센트(1994), 아반테(1995), 현대 에쿠스(1999), 현대 싼타페(2000) 등은 한국을 대표하는 차종으로 상당수는 미국을 비롯한 해외로 수출되었다. 이로써 한국은 자동차분야에서 짧은 기간동안 세계 5위에 오르는 비약적인 발전을 이루었다.
이러한 공적으로 1978년 산업포장을 받았다. 1994년에는 미국에 본격적으로 수출된 엑센트 개발의 성과를 높이 평가받아 3.1문화상(기술부문)을 수상했다. 2000년에는 국가 산업발전에 기여한 사람에게 주는 최고의 상인 금탑산업훈장을 받는 영예를 안았다.
한국 자동차 기술개발의 궤적을 창출해 그 수준을 세계적 반열에 올려놓았으며, “항상 솔루션은 있다”는 신조를 가지고 언제나 긍정적이고 자신감 있는 태도로 기술문제를 해결해 나갔다. 한국 자동차 기술개발의 경로를 효과적으로 디자인해 나간 업적을 인정받아 2019 과학기술유공자 엔지니어링 분야에 지정되었다.

## 포상
- 1978 산업포장
- 1994 3.1문화상(기술부문)
- 2000 금탑산업훈장
- 2006 한국을 일으킨 엔지니어 60인[1]
- 2010 대한민국 100대 기술주역 선정(한국공학한림원)

## 참고자료
대한민국 과학기술정보통신부 홈페이지  보관됨 2020-09-27 - 웨이백 머신
이충구 전 현대자동차 사장 / 시사저널 2004.04.27 